# Pteronisis oliganema
Pteronisis oliganema är en korallart som beskrevs av Philip Alderslade 1998. Pteronisis oliganema ingår i släktet Pteronisis och familjen Isididae. Inga underarter finns listade i Catalogue of Life.